# Le Monde sans fin
Le Monde sans fin és un àlbum de còmic francès de Christophe Blain i Jean-Marc Jancovici publicat l'octubre de 2021 per Dargaud. Va ser el llibre més venut a França l'any 2022.

## Argument
L'àlbum il·lustra la trobada i el llarg diàleg entre els seus dos autors –Jean-Marc Jancovici fent el paper de guia, i Christophe Blain de càndid– sobre qüestions relacionades amb l'energia: el seu ús al llarg de la història, l'augment dels combustibles fòssils, i l'impacte de la humanitat sobre el medi ambient i, en particular, sobre el clima. Les nombroses explicacions sobre aquests temes van acompanyades de metàfores diverses (Iron Man, Mare Natura, etc.) per aclarir la lectura.

## Crítica
Segons Le Monde, «amb rigor i humor es detalla l'emergència climàtica, els seus orígens i els mitjans per donar-hi resposta, resumint les tesis que l'autor ha defensat durant vint anys». La Croix va considerar-lo un «recurs dens i magistral, en tots els sentits de la paraula», encara que el mateix diari va publicar posteriorment un article d'un consultor d'energies renovables que considerava que «l'èxit de la tira còmica de Jean-Marc Jancovici, Le Monde sans fin, conté errors significatius i un biaix pronuclear evident».
Nombroses inexactituds van ser identificades per Alternatives économiques, així com per experts energètics. La secció CheckNews de Libération va posar aquestes crítiques en perspectiva: ningú contradiu les seves observacions sobre l'actual crisi climàtica i la sobrietat energètica que ens espera, són els mitjans per amortir els efectes d'aquesta crisi els que es debat, en particular el paper que podrien tenir les energies renovables i l'energia nuclear, tot i que això no és realment el tema de l'obra.